# Goldie Hawn

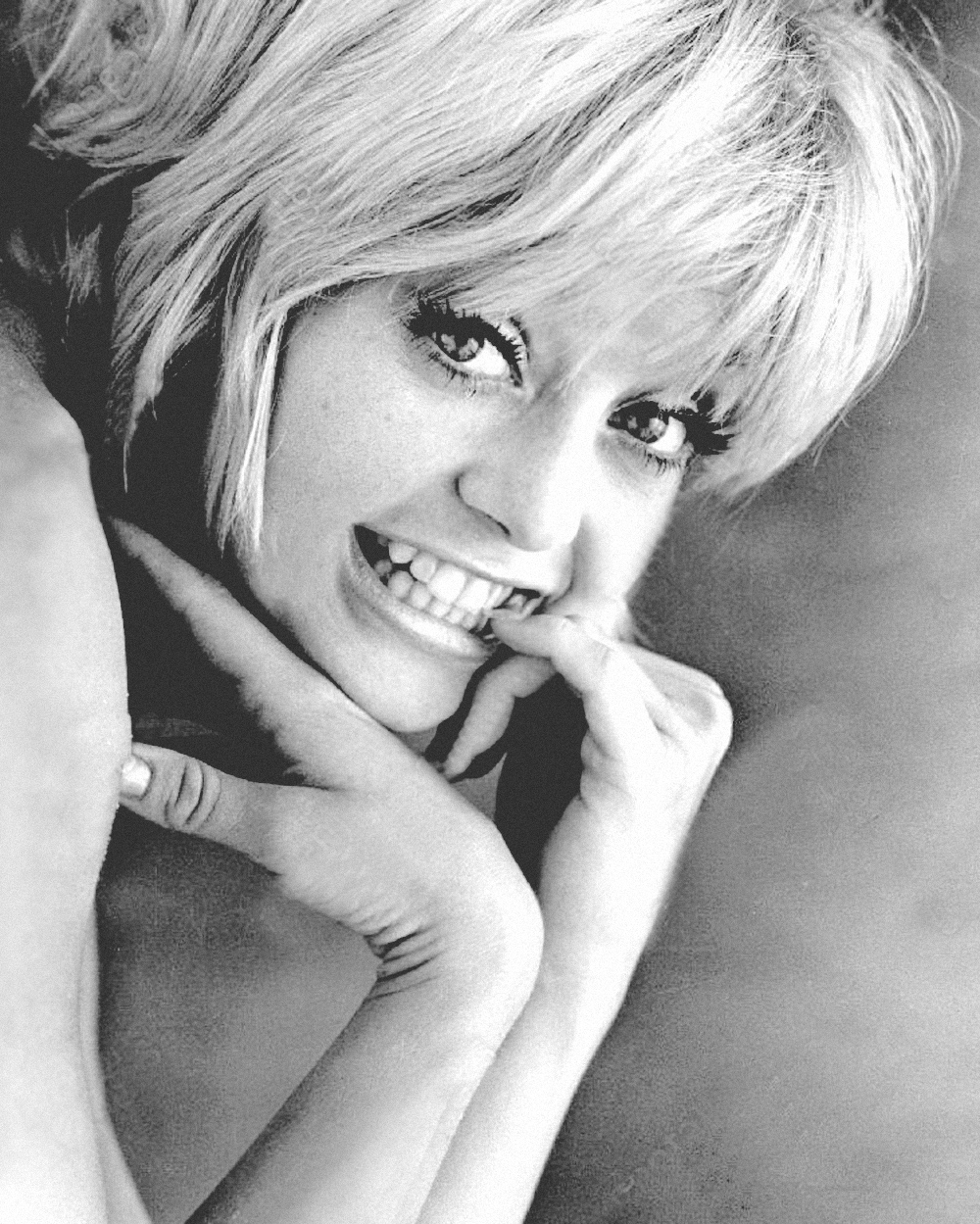
Goldie Hawn într-o poză publicitară din filmul Floarea de cactus

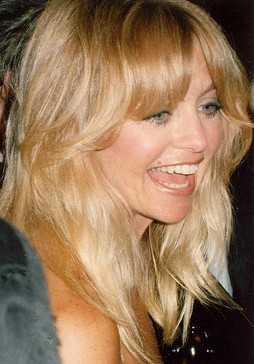
Goldie Hawn la Oscar în 1989

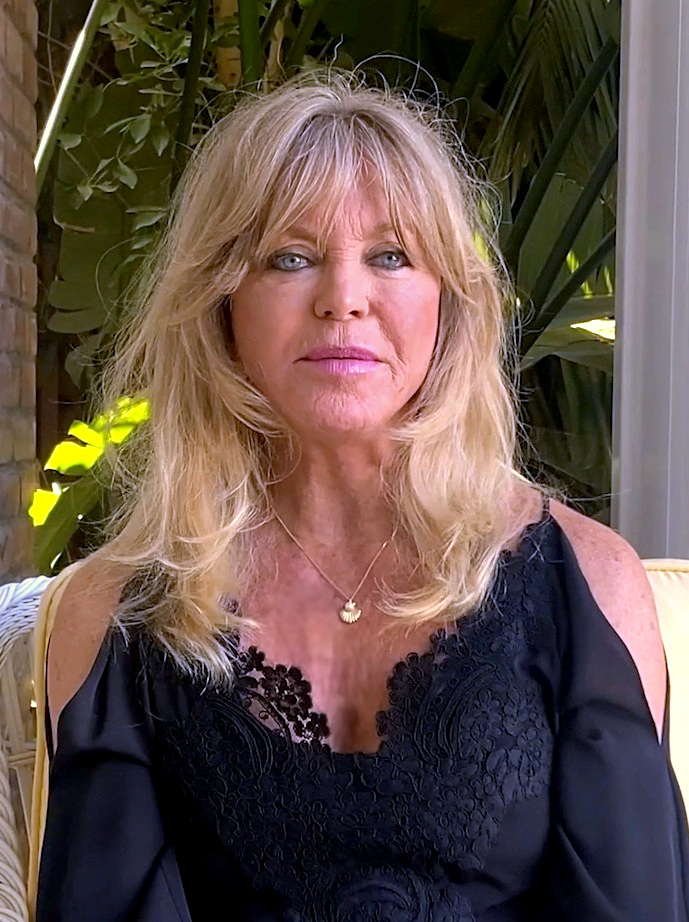
Goldie Hawn în 2021

Goldie Hawn (n. 21 noiembrie 1945, Washington, D.C., District of Columbia, SUA) este o actriță, regizoare, producătoare și ocazional cântăreață americană.

## Copilăria și începuturile carierei
S-a născut la Washington, fiica Laurei și Edwarda Rutledge. Mama ei a fost un mic întreprinzător, deținând o școală de dans și un magazin de bijuterii. Tatăl ei a fost un cunoscut cântăreț, în vogă în acele timpuri.  Actrița poartă numele mătușii mamei sale. A avut o soră, Patricia și un frate, Edward, care a decedat înainte de a se naște. Actrița a fost crescută în Takoma Park, Maryland și a urmat studiile liceului Montgomery Blair High School. Tatăl său era presbitarian, iar mama sa evreică, fiica unor imigranți din Ungaria. De la vârsta de trei ani a făcut balet și step, iar în 1995 chiar a făcut parte din distribuția baletului Spărgătorul de Nuci. A debutat în 1961, cu rolul Julietei din piesa lui Shakespeare. A urmat o carieră promițătoare în dans, dansând Can Can la New York, la Texas Pavilion. Ca dansator profesionist însă a ajuns să lucreze efectiva mult mai târziu.
În cinematografie, unde a ajuns celebră, a primit pentru rolul din Floarea de cactus (1969), Premiul BAFTA pentru cea mai bună prestație feminină, Globul de Aur în 1970 pentru Cea mai bună actriță într-un rol secundat și Oscarul în 1970 pentru Cea mai bună actriță într-un rol secundar, precum și o nominalizare la Globurile de Aur pentru cea mai promițătoare actriță, în anul 1970.

## Filmografie

### Ca actriță
- 1967 Good Morning, World (serial TV) : Sandy Kramer
- 1968 The One and Only, Genuine, Original Family Band, regia Michael O'Herlihy : Giggly Girl (Creditată ca Goldie Jeanne)
- 1968 Rowan & Martin's Laugh-In (serial TV) : participant permanant (1968-1970)
- 1969 Floarea de cactus (Cactus Flower), regia Gene Saks : Toni Simmons
- 1970 Mi-a căzut o fată în supă (There's a Girl in My Soup), regia Roy Boulting: Marion
- 1971 Dolarii (Dollars), regia Richard Brooks : Dawn Divine
- 1972 Fluturii sînt liberi (Butterflies Are Free), regia Milton Katselas : Jill Tanner
- 1974 The Girl from Petrovka, regia Robert Ellis Miller : Oktyabrina
- 1974 Drumul spre Sugarland (The Sugarland Express), regia Steven Spielberg : Lou Jean Popl
- 1975 Șampon (Shampoo), regia Hal Ashby : Jill
- 1976 Ducesa și vulpoiul (The Duchess and the Dirtwater Fox), regia Melvin Frank : Amanda Quaid / Duchesse Swansbury
- 1978 Joc murdar (Foul Play), regia Colin Higgins : Gloria Mundy
- 1979 Călătorie cu Anita (Viaggio con Anita), regia Mario Monicelli : Anita

- 1980 Benjamin, recrut fără voie (Private Benjamin), regia Howard Zieff : Judy Benjamin / Goodman
- 1980 Ca pe vremuri (Seems Like Old Times), regia Jay Sandrich : Glenda Gardenia Parks
- 1982 Prieteni pe viață (Best Friends), regia Norman Jewison : Paula McCullen
- 1984 În tempo de swing (Swing Shift), regia Jonathan Demme : Kay Walsh
- 1984 Fără protocol (Protocol), regia Herbert Ross : Sunny Davis
- 1986 Echipa de fotbal (Wildcats), regia Michael Ritchie : Molly McGrath
- 1987 O amnezie cu peripeții (Overboard), regia Michael Ritchie : Joanna Stayton / Annie Proffitt

- 1990 Pasărea pe sârmă (Bird on a Wire), regia John Badham : Marianne Graves
- 1991 Înșelare (Deceived), regia Damian Harris : Adrienne Saunders
- 1992 CrissCross, regia Chris Menges : Tracy Cross
- 1992 Simte-te ca acasă chez toi ! (HouseSitter), regia Frank Oz : Gwen Phillips
- 1992 Tinerețe veșnică (Death Becomes Her), regia Robert Zemeckis : Helen Sharp
- 1996 Clubul nevestelor părăsite (The First Wives Club), regia Hugh Wilson : Elise Elliot
- 1996 Toată lumea spune: te iubesc (Everyone Says I Love You), regia Woody Allen : Steffi Dandridge
- 1999 Cum să devii newyorkez (The Out-of-Towners), regia Sam Weisman : Nancy Clark

- 2001 Dragoste și belele (Town & Country), regia Peter Chelsom : Mona Miller
- 2002 Surorile Banger (The Banger Sisters), regia Bob Dolman : Suzette
- 2013 Phinéas et Ferb (Phineas and Ferb) : Peggy McGee (voce)
- 2017 Larguées (Snatched), regia Jonathan Levine : Linda Middleton
- 2018 Cronicile Crăciunului (The Christmas Chronicles), regia Clay Kaytis : la Mère Noël (caméo)
- 2020 Cronicile Crăciunului 2 (The Christmas Chronicles 2), regia Chris Columbus : la Mère Noël

### Ca regizor
- 1997 Hope – film TV

## Premii și nominalizări
- Premiul Oscar
  - 1970 – Cea mai bună actriță în rol secundar pentru Floarea de cactus
  - 1981 – Nominalizare la Cea mai bună actriță pentru Benjamin, recrut fără voie

- Globul de Aur
  - 1970 – Cea mai bună actriță în rol secundar pentru Floarea de cactus
  - 1973 – Nominalizare la cea mai bună actriță (muzical/comedie) pentru Fluturii sînt liberi
  - 1976 – Nominalizare la cea mai bună actriță (muzical/comedie) pentru Șampon
  - 1977 – Nominalizare la cea mai bună actriță (muzical/comedie) pentru Ducesa și vulpoiul
  - 1979 – Nominalizare la cea mai bună actriță (muzical/comedie) pentru Joc murdar
  - 1981 – Nominalizare la cea mai bună actriță (muzical/comedie) pentru Benjamin, recrut fără voie
  - 1983 – Nominalizare la cea mai bună actriță (muzical/comedie) pentru Prieteni pe viață
  - 2003 – Nominalizare la cea mai bună actriță (muzical/comedie) pentru Surorile Banger

- BAFTA
  - 1971 – Nominalizare la cea mai bună actriță pentru Floarea de cactus

- American Comedy Awards
  - 1993 – Nominalizare la cea mai amuzantă actriță pentru Tinerețe veșnică